# Aïn Arnat
Ain Arnat (en arabe : عين أرنات)  est une commune de la wilaya de Sétif, située à 7 kilomètres à l'ouest de la ville de Sétif.

## Géographie

### Localisation
La commune est située à 7 kilomètres à l'ouest de la ville de Sétif et à 293 kilomètres de la capitale Alger. La Daïra d'Aïn Arnat regroupe les quatre communes Aïn Arnat, Aïn Abessa, El Ouricia et Mezloug.
| Beni Hocine • Ras el Ain    | Aïn Abessa | El Ouricia      |
| Khelil • Aïn Taghrout (BBA) | Aïn Arnat  | Sétif (Sétif)   |
| Tixter (BBA)                | Mezloug    | Mezloug (Sétif) |

### Relief
La ville se situe à une altitude de 1 020 mètres.

### Hydrographie
Pluviométrie 401 mm calculée à partir des séries d'observation entre (1922-1960 et 1969-1989)
Retenues collinaires
- Oued Abdel Beg 330 000 m3
- Oued Sommar 1.200 000 m3
- Oued El Khenig 660 000 m3

Le Bassin de la Soummam, Alger, Agence de Bassin Algérois-Hodna-Soummam, coll. « Les Carnets de l'Agence », avril 2003

### Localités et lieux-dits
La commune se compose de plusieurs localités, : 
- Aïn Arnat (centre) (13.694 hab :RGPH 1998 ; 25.315 : RGPH 2008)
- Mahdia ou El Mahdia (5.389 hab :RGPH 1998)
- Gherazla
- Bouhira ex La Colonie (2.870hab :RGPH 1998)
- Aïn Messaoud (3.228 hab :RGPH 1998)
- Ouled Si Ali
- Melha
- Melssa
- El Anasser (1.215 hab :RGPH 1998)
- Khalfoun (Aéroport du 8 mai 1945)
- Timelouka
- Dreiss
- Lahmamna
- Ouled Si Abdellah
- Ouled Sekhar
- Lakraana
- Aïn Mousnibet
- Lagfaf
- Reha Ben Mahmoud
- Aïn Sedra
- Tcheir
- Bounechada
- Laouarem
- Ouled Ameur
- Debabha
- Gueltet Stal
- Danet
- Aïn Zada (892 hab :RGPH 1998)
- Mechta Ben Taleb
- Laakakza
- Chiab
- Lahmamda

## Histoire

### Préhistoire
Différents objets, tels que des armes en silex, des pointes de flèches et de lanceurs ainsi que des poteries, indique que la région était peuplé au Mésolithique et au Néolithique.

### De l'époque romaine auXIXesiècle
À l'époque romaine, la région de Bordj s'appelait « Tamanouna ». Elle est partie intégrante de la province romaine de la Maurétanie Césarienne devenue la Maurétanie Sitifienne. La région de Sétif était un des greniers à blé de la Rome antique: Caput Saltus Horreorum (aujourd'hui Aïn Zada) en était le chef-lieu de la province.

### Période française de 1870 à 1962
Créé en 1853, le village d'Aïn Arnat était rattaché à celui de Coligny. Il avait un adjoint siégeant au conseil municipal de ce centre. En 1900,il a été annexé à El Ouricia, située à 27 kilomètres. À la fin du XIXe siècle, Aïn-Arnat avait une population de 298 habitants dont 55 français, originaires généralement des départements alsaciens.

## Démographie
Selon le recensement général de la population et de l'habitat de 2008, la population totale de la commune de Aïn Arnat est évaluée à 43 551 habitants avec une densité de 215 hab/km2.

## Économie
La commune est dotée d'une zone d'activité qui s'étend sur trois 3 hectares.

### Une centrale électrique
Une centrale électrique située dans la commune d’Aïn Arnat au voisinage de la localité d'Ain Zada, s’étendant sur une superficie de 30 hectares, elle a été réalisée par la société de production de l’électricité (SPE), filiale de Sonelgaz avec la collaboration du consortium sud-coréen Hyundai Engineering et Daewoo International.
Une centrale électrique  à cycle combiné de 1 015 mégawatts contient quatorze départs d’évacuation, le coût de projet  a été estimé initialement à 17 828 895 000,00 DA ainsi que 311 590 000,00 dollars US et 278 087 000,00 euros; la centrale  a été inaugurée le 30 avril 2017. La réalisation de cet équipement électrique a pour objet de répondre à la demande croissante en énergie électrique dans toute la région des Hauts-Plateaux.

## Transports

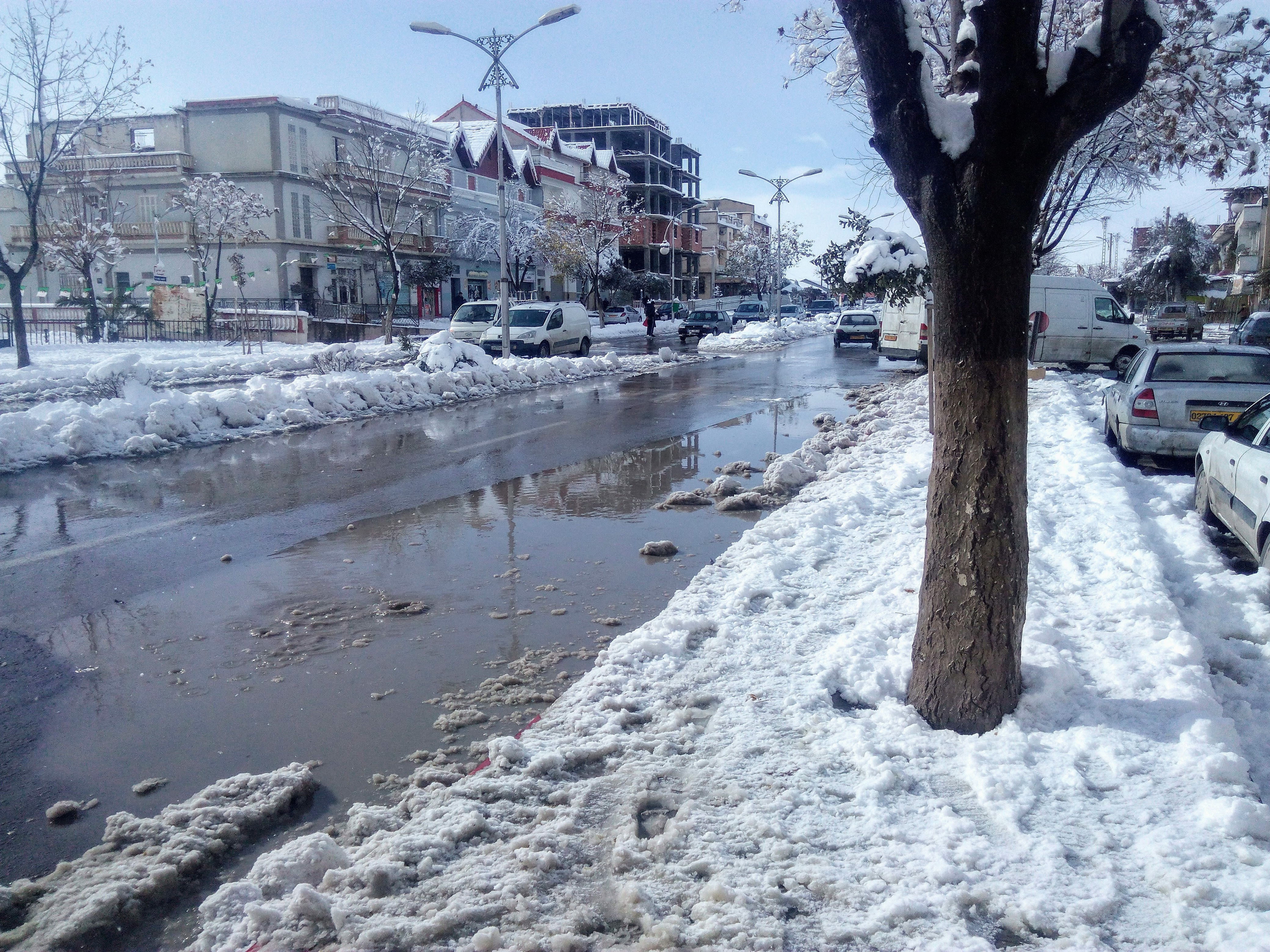
Traversée de la Ville par la RN5

La ville abrite au sud de son territoire: l'Aéroport de Sétif - 8 Mai 1945. 
La commune est traversée par Route nationale 5 et l'autoroute Est-Ouest (à 2 km) après l'aéroport.
Deux routes wilayales, la W14 à l'ouest de la ville et la W140 à l'est de la ville, mènent à la ville de Bouhira puis Aïn Abessa vers le nord.

## Administration
Un Centre d’instruction de l’infanterie de sous-officiers est implanté dans la ville.

## Éducation

### Enseignement secondaire

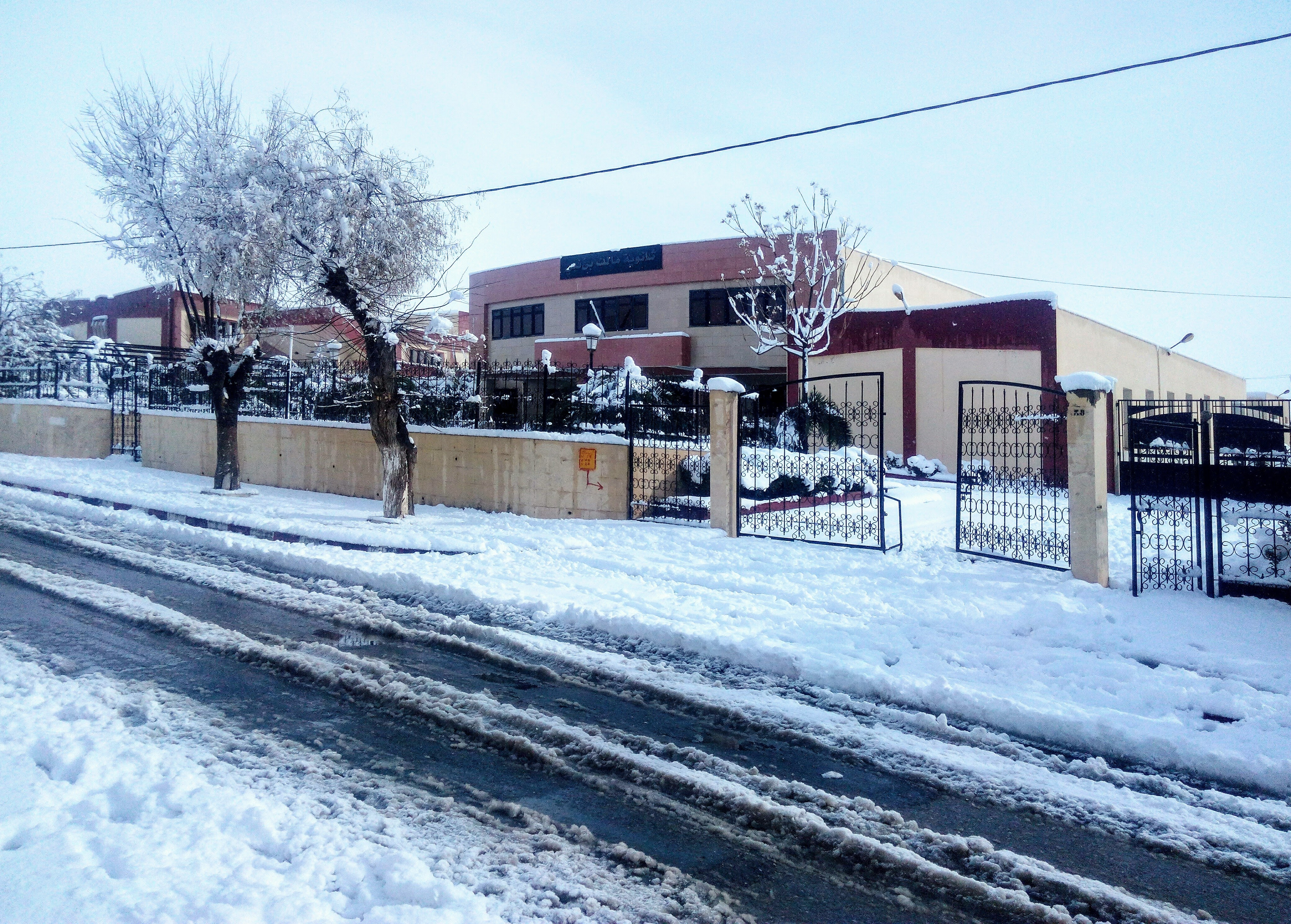
Lycée Malek ben Nabi

La ville compte trois lycées: Lycée Loulou Ali; Lycée Malek ben Nabi  et un lycée à Mahdia commune d’Ain Arnat (2014) 

### Formation professionnelle
Le Centre de formation professionnelle et d'apprentissage d'Ain Arnat est un institut national spécialisé dans la chimie industrielle et de transformation  .
La commune abrite aussi, l'École de spécialisation sur hélicoptères (ESH).

## Santé

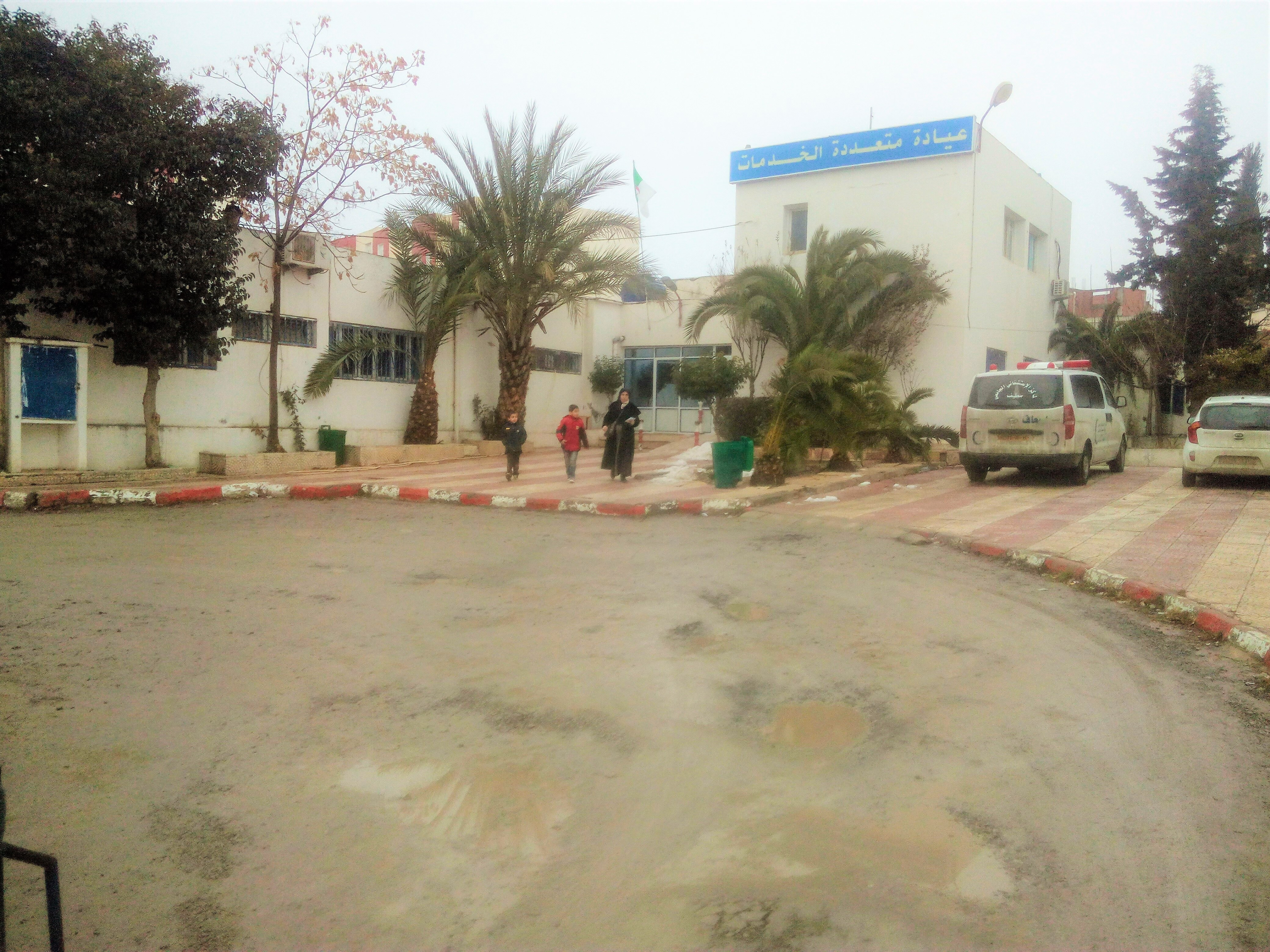
Polyclique

- Polyclinique

## Monuments et lieux touristiques
Mosquée 